# Président des îles Baléares
Le président des îles Baléares (en espagnol : Presidente de las Islas Baleares, en catalan : President de les Illes Balears) est le chef du gouvernement et le représentant suprême de la communauté autonome des îles Baléares.
L'actuelle titulaire de ce poste est, depuis le 7 juillet 2023, la conservatrice Marga Prohens.

## Élection
Le président des îles Baléares est élu par le Parlement, parmi ses membres, et nommé par le roi.

### Procédure
Après la réunion constitutive du Parlement nouvellement élu, son président consulte les représentants des différentes formations politiques représentées à l'assemblée, puis propose, dans les quinze jours suivant la première session, un candidat à la présidence du gouvernement.
Le candidat présente aux députés le programme de l'exécutif qu'il entend former. S'engage ensuite un débat entre lui et les représentants des forces politiques parlementaires, après une suspension de séance de 24 heures au moins. Le débat est clos par un vote d'investiture. Si le candidat obtient la majorité absolue, soit au moins 30 voix sur 59 actuellement, il est considéré investi.

### Échec éventuel
Si cette majorité n'est pas atteinte, un second vote a lieu 48 heures plus tard, au cours duquel la majorité simple est alors suffisante. En cas de nouvel échec, toute la procédure est recommencée. Si aucun candidat n'a reçu l'investiture du Parlement dans les 60 jours qui suivent le premier scrutin, de nouvelles élections sont convoquées.

### Nomination
Après avoir reçu le vote d'investiture, le président des îles Baléares est officiellement nommé par le roi par décret publié au Bulletin officiel de l'État (BOE) et au Bulletin officiel des Îles Baléares (BOIB). Dans un délai de cinq jours à partir de la publication du décret au BOE, le chef du gouvernement régional prend ses fonctions lors d'une cérémonie solennelle durant laquelle il prête serment de fidélité à la Constitution et au statut d'autonomie.

## Fonctions
Le président des îles Baléares est à la fois le chef du gouvernement régional, le représentant de la communauté autonome et de l'État.

### Chef du gouvernement
En sa qualité de chef du gouvernement, il établit les lignes directrices générales de l'action gouvernement, conformément à son programme politique. Il lui revient de créer, modifier ou dissoudre les départements exécutifs (en espagnol : Consejerías), d'en nommer les titulaires ainsi que les éventuels vice-présidents. Il établit les conditions de remplacement temporaire et de suppléance des membres de l'exécutif.
Responsable du maintien de l'unité de la direction politique, administrative, de la coordination des actions des départements, il est chargé de résoudre les éventuels conflits d'attribution entre eux.
Il convoque, fixe l'ordre du jour et préside les réunions du conseil de gouvernement (en espagnol : Consejo de Gobierno), dont il signe les décrets qu'il a approuvés et les décisions qu'il a prises. Il doit également lui soumettre les recours en inconstitutionnalité et en conflit de compétences qu'il a l'intention de déposer au tribunal constitutionnel.
Il a la faculté, après délibération du conseil de gouvernement, de poser la question de confiance au Parlement, sur son programme ou une déclaration de politique générale. Dans les mêmes conditions, il peut prononcer la dissolution de l'assemblée, sauf si une dissolution a eu lieu moins d'un an auparavant ou que les députés examinent une motion de censure.

### Représentant de l'État
En sa qualité de représentant de l'État, il promulgue, au nom du roi, les lois et décrets-lois régionaux, dont il assure la publication au BOE et au BOIB. Il est également responsable de la publication, au BOIB seulement, de la nomination du président du tribunal supérieur de justice (TSJIB).

## Fin des fonctions
Les fonctions du président prennent fin en cas d'élection d'un successeur, à la suite des élections régionales, de l'adoption d'une motion de censure, d'échec lors d'un vote de confiance, de démission, communiquée au président du Parlement, de perte de la condition de député, de condamnation définitive incompatible avec l'exercice de ses fonctions, d'incompatibilité ou d'incapacité physique ou psychologique permanente le rendant inapte à l'exercice de ses fonctions, appréciée de manière motivée par le gouvernement régional à la majorité des trois cinquièmes, sur proposition de l'assemblée régionale.
Seuls sont compatibles avec la fonction de président son mandat parlementaire, l'administration de son patrimoine, la direction d'une formation politique, tant qu'elle est sans rémunération, ainsi que la présidence honorifique de certaines fondations ou associations.

### Motion de censure
La responsabilité politique du président peut être mise en cause par le Parlement au moyen d'une motion de censure constructive. Présentée par au moins 15 % des députés régionaux, soit neuf députés actuellement, elle doit présenter un candidat à la présidence du gouvernement. Elle est examinée dans les quinze jours suivant son dépôt et est adoptée à la majorité absolue, soit au moins trente voix.
En cas de vote favorable, le président est destitué et le candidat réputé investi. En cas d'échec, les signataires de la motion ne peuvent en présenter une nouvelle au cours de la même période de session.

## Liste des titulaires
L'étape du gouvernement pré-autonome asturien a duré de 1978 à 1983, avec un Conseil Général Interinsulaire,.
Depuis la promulgation du premier statut d'autonomie le 1er mars 1983, huit personnes ont occupé le poste de président des îles Baléares. Le conservateur Gabriel Cañellas détient, avec un mandat d'un peu plus de 12 ans, le record de longévité, tandis que celui de brièveté revient à son successeur, Cristòfol Soler.
Jaume Matas, du Parti populaire (PP), et Francesc Antich, du Parti socialiste des Îles Baléares-PSOE (PSIB-PSOE), l'ont chacun occupé à deux reprises, de façon non consécutive. Dans les deux cas où Antich a gouverné, le PP était la première force parlementaire.
La socialiste Francina Armengol est la première femme à exercer cette fonction.